# 니지가오카 마시로
펼쳐지는 스카이! 프리큐어의 인물. 큐어 프리즘으로 변신한다. 중학교 2학년. 할머니와 둘이 살고 있으며 스카이 월드에서 내려 온 소라와 만나게 된다.